# Ilsinho
Ilson Pereira Dias Júnior, mais conhecido como Ilsinho (São Bernardo do Campo, 12 de outubro de 1985), é um ex-futebolista brasileiro que atuava como meio-campista e lateral-direito.

## Carreira

### Palmeiras e São Paulo
Foi revelado pelo Palmeiras e contratado pelo São Paulo, em 2006, para participar da campanha que levou o Tricolor ao título brasileiro daquele ano.

### Shakhtar Donetsk
No Shakhtar Donetsk, da Ucrânia, marcou um gol logo em sua estreia pelo novo clube. Vinha se destacando no Campeonato Ucraniano e nas competições europeias, sendo inclusive eleito o jogador da liga na temporada 2007–08.

### Segunda Passagem pelo São Paulo
Porém, em maio de 2010, após um escândalo com encargos, acabou rescindindo seu contrato com o Shakhtar. Em 19 de agosto foi noticiado o seu retorno ao São Paulo. Ilsinho chegou como ídolo do São Paulo, mas, com lesões muito frequentes e falta de ritmo, acabou não conseguido acertar a renovação de contrato com o tricolor.
Ilsinho destaca-se por sua grande facilidade de driblar e avançar sobre marcações. Na temporada de 2011, o atleta não conseguiu recuperar o bom futebol que sempre apresentou ao longo de sua carreira, e teve de superar muitas séries de lesões.

### Internacional
No dia 16 de Agosto de 2011, o jogador acertou a sua transferências para o Internacional, de Porto Alegre. Ilsinho estreou pelo Internacional dia 4 de setembro de 2011, contra o Ceará, em uma partida que terminou 1x1.

### Segunda Passagem pelo Shakhtar Donetsk
No dia 23 de janeiro de 2012, por motivos contratuais, Ilsinho rescindiu o contrato com o Internacional e voltou ao Shakhtar Donetsk. No dia 30 de Junho de 2015, o Shakhtar declarou em sua conta oficial no Instagram o fim do contrato com o jogador, que agora está como agente livre e disponível para negociação com qualquer outro clube.

### Philadelphia Union
Na tarde da quarta-feira, do dia 24 de Fevereiro 2016. O  Philadelphia Union acertou a chegada do ala-direito Ilsinho, ex-Palmeiras e São Paulo, que estava no Shakhtar Donetsk (UKR).
Em comunicado, Earnie Stewart, diretor do clube estadunidense, falou sobre a ida do brasileiro ao elenco do time da Pensilvânia.
“Nós estamos confiantes que ele terá um impacto imediato em nossa equipe. Estamos muito animado de garantir a contratação de um atleta de tal calibre, e também por ele nos ter escolhido entre tantas outras opções”, afirmou o dirigente. “Como um jogador com experiência no nível máximo do esporte, ele chegou aos treinamentos de pré-temporada com ótimo rendimento, o que mostra o tipo de pessoa que é”, completou.
“Estou muito feliz e empolgado com o novo desafio. Estou treinando no clube há algumas semanas e o pessoal me recebeu super bem. Já deu para ver que a estrutura é muito boa e a qualidade de vida nos Estados Unidos é excelente. Espero poder jogar bem e retribuir a confiança do Philadelphia Union”, disse Ilsinho.

### Aposentadoria
Em 2022, anunciou a aposentadoria do futebol em seu perfil no Instagram.

## Estatísticas
Até 13 de Agosto de 2011
| Clube         | Temporada     | Campeonato Nacional | Campeonato Nacional | Copa Nacional | Copa Nacional | Competição Internacional¹ | Competição Internacional¹ | Outros Torneios² | Outros Torneios² | Total | Total |
| Clube         | Temporada     | Jogos               | Gols                | Jogos         | Gols          | Jogos                     | Gols                      | Jogos            | Gols             | Jogos | Gols  |
| ------------- | ------------- | ------------------- | ------------------- | ------------- | ------------- | ------------------------- | ------------------------- | ---------------- | ---------------- | ----- | ----- |
| São Paulo     | 2006          | 20                  | 2                   | 0             | 0             | 1                         | 0                         | 0                | 0                | 21    | 2     |
| São Paulo     | 2007          | 13                  | 0                   | 0             | 0             | 6                         | 0                         | 8                | 2                | 27    | 2     |
| São Paulo     | 2010          | 9                   | 1                   | 0             | 0             | 0                         | 0                         | 0                | 0                | 9     | 1     |
| São Paulo     | 2011          | 6                   | 1                   | 5             | 1             | 0                         | 0                         | 14               | 2                | 25    | 4     |
| São Paulo     | Total         | 48                  | 4                   | 5             | 1             | 7                         | 0                         | 22               | 4                | 82    | 9     |
| Total no SPFC | Total no SPFC | 48                  | 4                   | 5             | 1             | 7                         | 0                         | 22               | 4                | 82    | 9     |

¹Em competições continentais, incluindo jogos e gols da Copa Libertadores, Copa Sul-Americana e Recopa Sul-Americana.

²Em outros, incluindo jogos e gols pelo Campeonato Estadual.

## Títulos
São Paulo
- Campeonato Brasileiro: 2006, 2007

Shakhtar Donetsk
- Campeonato Ucraniano: 2007-08, 2011-12, 2012
- Copa da Ucrânia: 2007-08, 2011-12
- Supercopa da Ucrânia: 2008, 2012
- Copa da UEFA : 2008-09

Philadelphia Union
- MLS Supporters' Shield: 2020

## Prêmios individuais
- Bola de Prata: 2006
- Jogador da temporada do Campeonato Ucraniano: 2007–08